# 시부쿠마촌
시부쿠마촌(渋前村)은 야마구치현 구가군에 설치되었던 촌이다. 현재의 이와쿠니시에 해당한다.

## 역사
- 1889년 4월 1일 - 정촌제 시행에 의해 가미시부쿠마촌, 시모시부쿠마촌의 구역을 가지고 성립하였다.
- 1904년 1월 1일 - 후지타니촌과 합병해 사카우에촌이 성립, 동일 시부쿠마촌이 폐지되었다.

## 참고문헌
- 角川日本地名大辞典 35 山口県